# Marian Kociniak

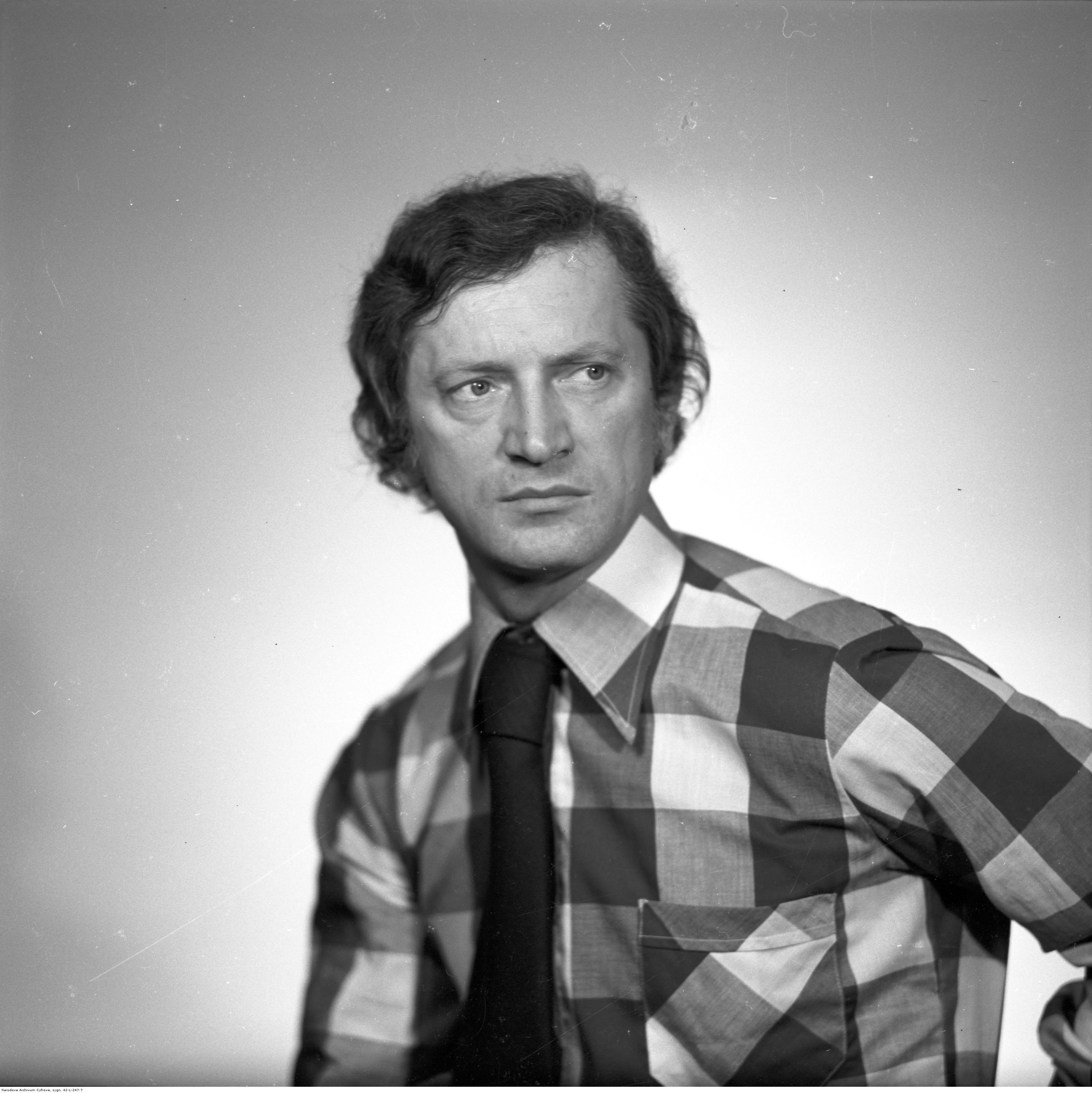
Marian Kociniak, okres PRL

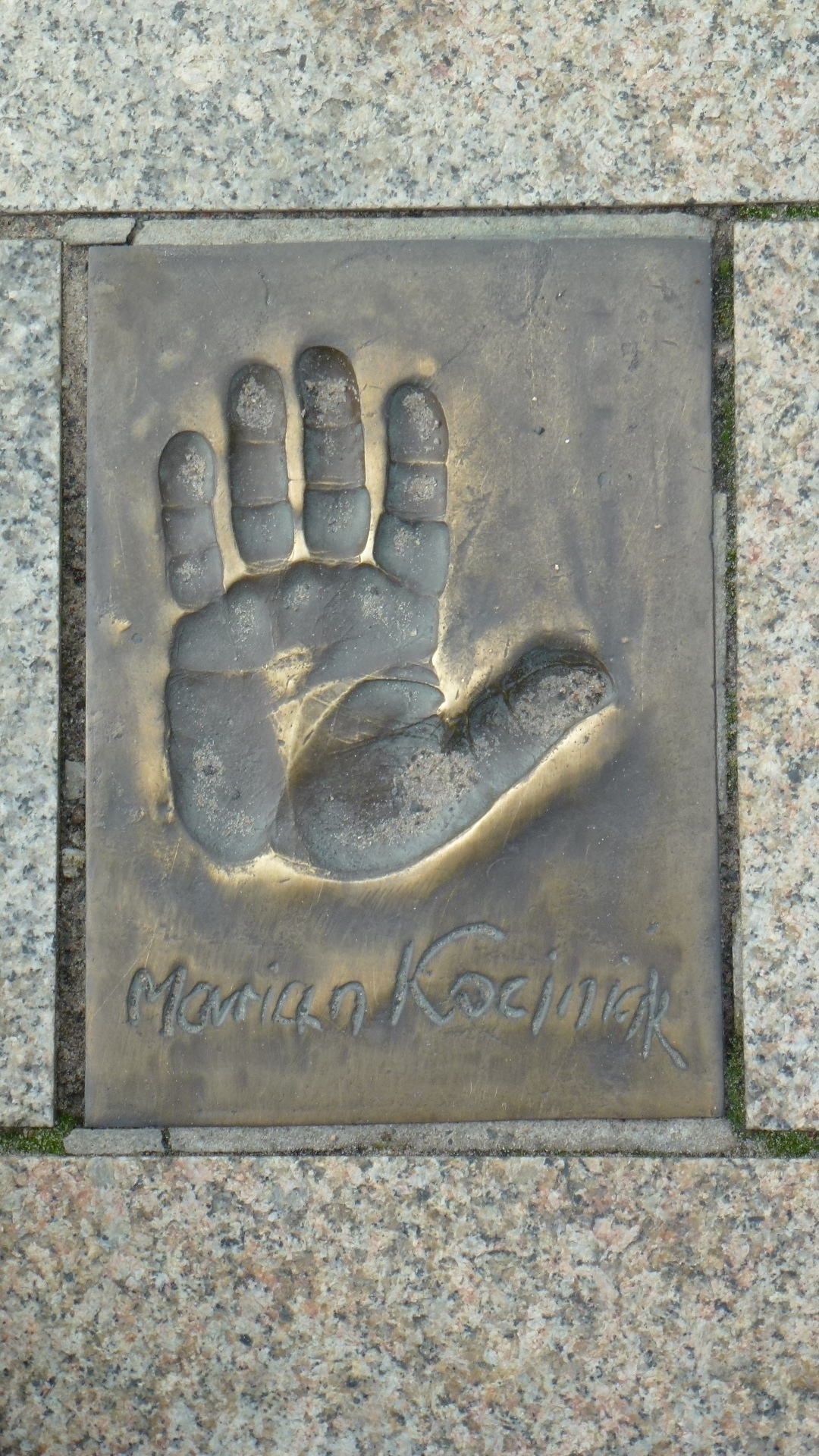
Dłoń Mariana Kociniaka odciśnięta na Promenadzie Gwiazd w Międzyzdrojach

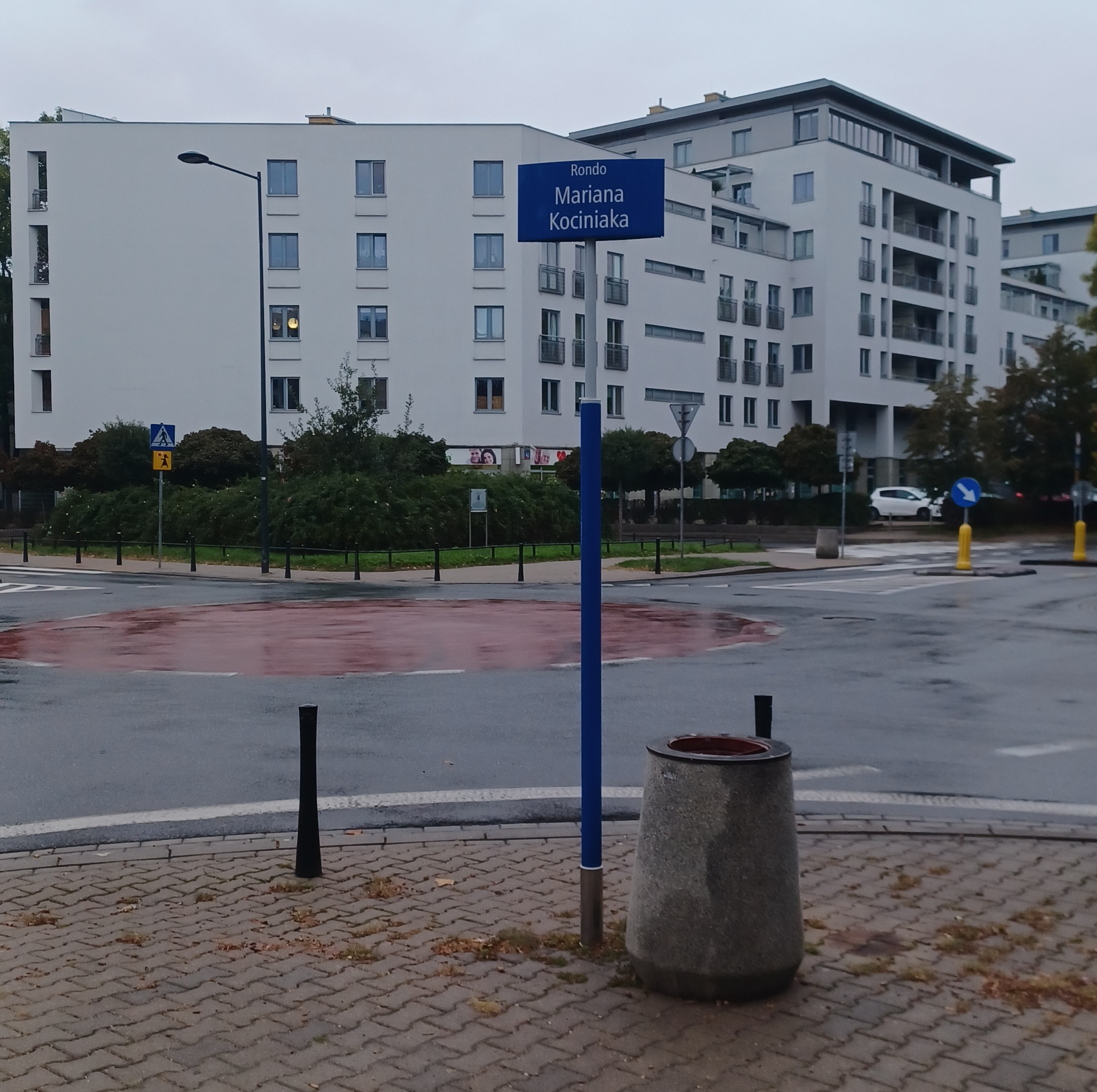
Rondo Mariana Kociniaka w Warszawie

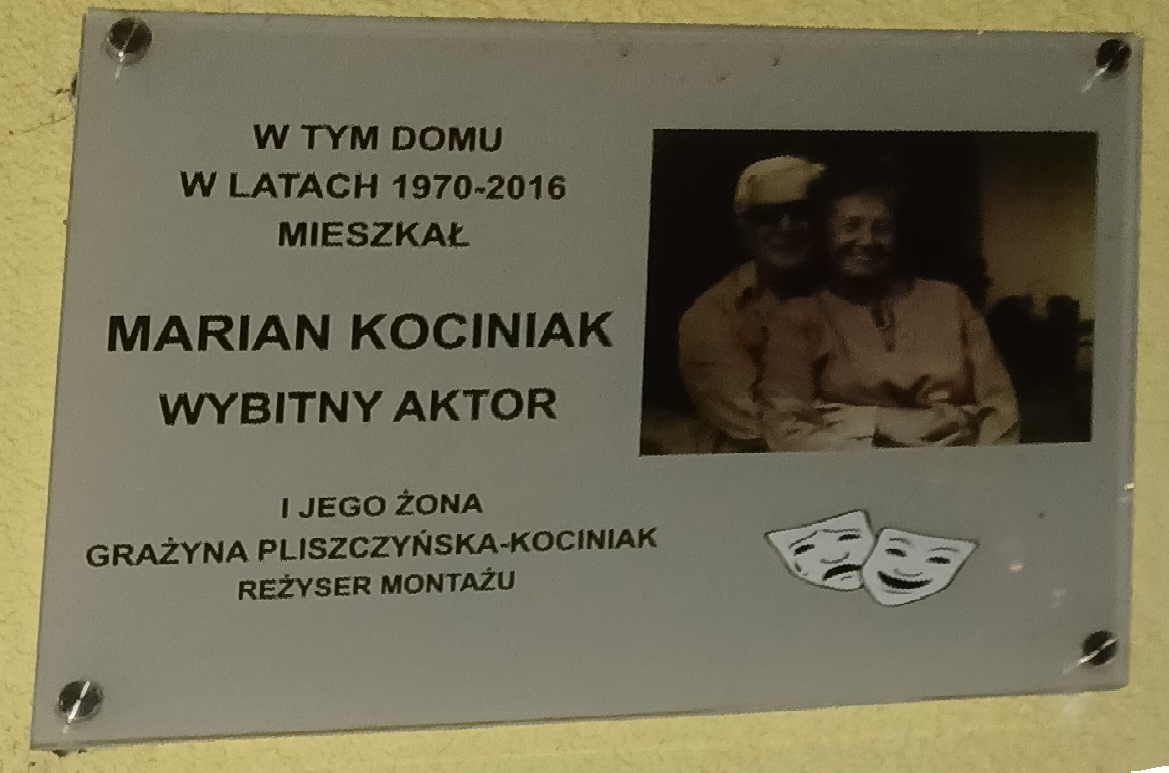
Tablica pamiątkowa na budynku w którym mieszkał Marian Kociniak

Marian Kociniak (ur. 11 stycznia 1936 w Warszawie, zm. 17 marca 2016 tamże) – polski aktor filmowy i teatralny.

## Życiorys
Uczeń technikum budowy silników, następnie absolwent Państwowej Wyższej Szkoły Teatralnej w Warszawie (1959); uczeń Ludwika Sempolińskiego. Od 1959 do 2010 prawie bez przerw występował w macierzystym Teatrze Ateneum, od 2010 współpracował z Teatrem na Woli.
Na ekranie zadebiutował w 1960 w filmie Niewinni czarodzieje. Zagrał w ponad 30 filmach. Ogólnopolską rozpoznawalność zapewniła mu kreacja Franka Dolasa w polskiej trylogii komediowej Jak rozpętałem drugą wojnę światową. Zagrał także murgrabiego w filmie i serialu Janosik Jerzego Passendorfera oraz przyjaciela tytułowego bohatera w serialu Jan Serce. Gościnnie zagrał w serialach Wojna domowa, Sukces i Głęboka woda. Grał w filmach reżyserowanych przez Andrzeja Wajdę: Niewinni czarodzieje, Danton, Pan Tadeusz.
Często występował w Teatrze Telewizji, m.in. w Łuku Triumfalnym, Moskwie Pietuszki, Elegii dla jednej pani, Igraszkach z diabłem, Stawce większej niż życie oraz w spektaklu Coś w rodzaju miłości (łącznie 80 ról). Występował również w Kabarecie Starszych Panów. Współpracował także z radiem, występując w magazynie 60 minut na godzinę, gdzie tworzył parę z Andrzejem Zaorskim w skeczach z serii „Kulisy srebrnego ekranu”, natomiast wykonywana przezeń piosenka „Powtórka z rozrywki” rozpoczyna program pod tym samym tytułem na antenie Programu III Polskiego Radia.
Występował w popularnych spektaklach kabaretowych: Hemar (1987, w reżyserii Wojciecha Młynarskiego) i Tuwim – kabaret (1991, w reżyserii Emiliana Kamińskiego). 
Od początku kariery nie wyrażał zgody na wywiady. Wyjątek stanowił wywiad dla TVP Info z okazji 50-lecia pracy artystycznej. Z tej samej okazji w kwietniu 2010 trafił do księgarń wywiad rzeka z aktorem pt. Spełniony, autorstwa Remigiusza Grzeli.
W 2003 podczas VIII Festiwalu Gwiazd w Międzyzdrojach artysta odcisnął dłoń na Promenadzie Gwiazd. W 2013 roku zakończył karierę.
Został członkiem honorowego komitetu poparcia Bronisława Komorowskiego przed wyborami prezydenckimi w 2010 i 2015. Zmarł w szpitalu 17 marca 2016 w wieku 80 lat. Został pochowany 23 marca 2016 obok swojej żony na cmentarzu ewangelicko-reformowanym przy ulicy Żytniej w Warszawie (kwatera 12-4-1a).

## Życie prywatne
Przez ponad 50 lat był żonaty z Grażyną Kociniak (zm. 11 lutego 2016), montażystką filmową, należącą do Stowarzyszenia Filmowców Polskich. Mieli jedną córkę.
Marian Kociniak był stryjecznym bratem aktora Jana Kociniaka.

## Filmografia
| - 1960: Niewinni czarodzieje – widz na koncercie jazzowym - 1962: O dwóch takich, co ukradli księżyc – Niebora - 1962: Gangsterzy i filantropi – klient obsługiwany przez kelnera - 1962: Czerwone berety – Grzegorz Warecki - 1963: Wiano – kumpel Staszka - 1963: Przy torze kolejowym – mężczyzna - 1964: Pięciu – Kazio - 1965: Wyzywajem ogoń na siebja – Jan Tyma - 1965: Sobótki – Karol - 1965: Stawka większa niż życie – Piotr (odc. 1) - 1965: Ballada wigilijna - 1966: Wojna domowa – hydraulik Edek (odc. 9) - 1966: Marysia i Napoleon – oficer, strażnik przed pałacem - 1966: Pożegnanie z Marią – Piotr - 1966: Chudy i inni – „Partyjny” - 1966: Bariera – tramwajarz z „17" na szyi - 1967: Słońce wschodzi raz na dzień – partyzant „Mały” - 1968: Ostatni po Bogu – porucznik Piotr Kwiatkowski - 1969: Jak rozpętałem drugą wojnę światową – st. strzelec Franek Dolas - 1970: Dzięcioł – reporter z programu „W co się bawić” - 1970: Akcja Brutus – porucznik Krysiak - 1971: Niebieskie jak Morze Czarne – Adam - 1971: Gwiazda Wytrwałości – rotmistrz Iwanowski - 1974: Święty Mikołaj pilnie poszukiwany – „Nieprzytulany” | - 1974: Najważniejszy dzień życia – Stefan Kozłowski (odc. 2) - 1974: Janosik – Murgrabia - 1974: Janosik (serial) – Murgrabia - 1979: Gwiazdy poranne – Piotr Łoboda - 1979: Igraszki z diabłem – Marcin Kabat - 1981: Jan Serce – Piotr Krukowski, przyjaciel Jana - 1981: Czarne złoto − Paul Budach - 1982: Danton – Lindet - 1983: Fucha – kamieniarz „Zgred” - 1984: Miłość z listy przebojów – Jul, ojciec Elizy - 1985: Odwet – David Ryder - 1987: Trójkąt bermudzki – Jarek - 1987: Cyrk odjeżdża – Jan Kossakowski, treser lwów - 1989: Rififi po sześćdziesiątce – Andrzej Nowisz - 1992: Smacznego, telewizorku – dziadek - 1993: Do widzenia wczoraj. Dwie krótkie komedie... – Roman (cz. 1) - 1995: Sukces – Dydak - 1999: Pan Tadeusz – Protazy - 2000: Kalipso – Henryk Roszponka - 2001: Myszka Walewska – Ryszard Tomczyk, dziadek Myszki - 2005: Król Edyp – sługa - 2009: Ostatnia akcja – Kazik Iwanowski - 2012: Spadkobiercy – ojciec Harriet i Harry’ego - 2013: Głęboka woda – profesor (odc. 1, 11 i 12) |

### Dubbing
- 1979: Porwanie Savoi – Bordet
- 1980: Krach Operacji Terror – generał Sawinkow
- 1985: Przyłbice i kaptury – furtian (odc. 3)
- 1985: C.K. Dezerterzy – sierżant Zajicek
- 1999: Atlantis II – Jaguar / Strażnik kryształu
- 1999: Faust: The Seven Games of the Soul – Mefistofeles
- 2000: Odyseja: W poszukiwaniu Ulissesa – Heryseusz
- 2003: Jak rozpętałem drugą wojnę światową (gra komputerowa) – Franek Dolas

## Odznaczenia i nagrody
- Krzyż Oficerski Orderu Odrodzenia Polski „za wybitne zasługi w pracy artystycznej” (2001)[16]
- Krzyż Kawalerski Orderu Odrodzenia Polski (1988)
- Złoty Krzyż Zasługi (1974)
- Złoty Medal „Zasłużony Kulturze Gloria Artis” (2010)[17]
- Nagroda Przewodniczącego Komitetu ds. Radia i Telewizji I stopnia za wybitne kreacje aktorskie w programach artystycznych Polskiego Radia (1977)
- Nagroda za najlepszą drugoplanową rolę męską (Czarnowąsego) w Moskwa – Pietuszki na 1. Festiwalu Polskiej Twórczości Telewizyjnej (1993)

## Upamiętnienie
- Imię Mariana Kociniaka nosi od 2022 roku rondo na skrzyżowaniu ulic Międzynarodowej i Zwycięzców w Warszawie, na Saskiej Kępie.[18]
- Na domu przy ulicy Międzynarodowej, w którym mieszkał aktor znajduje się tablica pamiątkowa.